# Begonia longifolia
Espèce
Synonymes
- Begonia crassirostris Irmsch.[1] [2]
- Begonia inflata C. B. Clarke[2]
- Begonia inflata C.B.Clarke[1]
- Begonia longifolia Blume[3]
- Begonia tricornis Ridl.[1] [2]
- Begonia trisulcata (A. DC.) Warb.[2]
- Begonia turbinata Ridl. (préféré par BioLib)[3]
- Casparya trisulcata A. DC.[2]
- Casparya trisulcata A.DC.[1]
- Diploclinium longifolium (Blume) Miq.[1]

Begonia longifolia est une espèce de plantes de la famille des Begoniaceae.
L'espèce fait partie de la section Sphenanthera.
Elle a été décrite en 1823 par Carl Ludwig Blume (1789-1862).

## Répartition géographique
Cette espèce est originaire des pays suivants : Bhoutan ; Chine ; Inde ; Malaisie ; Myanmar ; Thaïlande ; Viet Nam.